# Нашвілл (МЛС)
Футбольний клуб «Нашвілл» (англ. Nashville Soccer Club) — американський футбольний клуб з Нашвілла, Теннессі, заснований у 2017 році. З 2020 року планується дебют команди в MLS. Домашньою ареною є «Парк Геодіс», місткістю 30 000 глядачів.

## Власники
- Джон Інграм
- Зигмунд Вілф
- Марк Вілф
- Леонард Вілф
- сім'я Тернерів.